# Prix CST de l'artiste technicien
Le prix CST de l'artiste technicien, nommé prix Vulcain de l'artiste technicien de 2003 à 2018, est un prix cinématographique attribué lors du Festival de Cannes. Initialement nommé Grand prix technique lors de sa création en 1951, il avait disparu lors des festivals de 2001 et 2002 avant de réapparaître lors de l'édition 2003. Il est décerné par la Commission supérieure technique de l'image et du son (CST), qui souhaite ainsi mettre à l'honneur un « artiste-technicien » pour sa participation à un film en compétition officielle. Il peut donc s'agir d'un directeur de la photographie, d'un chef décorateur, d'un costumier, d'un monteur, d'un ingénieur du son, d'un mixeur, mais aussi d'un réalisateur pour l'ensemble des qualités techniques et plastiques de son film.
Depuis 2021, la CST attribue également le prix CST de la jeune technicienne de cinéma, pour mettre en lumière une jeune femme du cinéma français.

## Le trophée
Le trophée est décerné après le festival de Cannes, au cours d'une soirée spéciale à Paris.
Le trophée du Prix Vulcain s'inspirait d'une image du film Le Mépris de Jean-Luc Godard et représentait une caméra dotée d'éléments analogiques et numériques. Le trophée était une mosaïque créée par OPIOCOLOR.

## Palmarès

### Grand prix technique (1951-2000)
| Année | Notes |
| ----- | --- |
| 1951  | Les Contes d'Hoffmann de Michael Powell et Emeric Pressburger |
| 1951  | Carnet de plongée, court-métrage de Jacques-Yves Cousteau |
| 1952  | Le Chant immortel (Amar bhoopali), de Rajaram Vankudre Shantaram |
| 1953  | L'ensemble des courts métrages présentés par l'Italie : Magia verde, Montagna di cenere et Pescatori di laguna, ainsi que Oiseaux aquatiques                                                                              |
| 1954  | La Grande Aventure (Det stora aventyret), de Arne Sucksdorff |
| 1954  | Le Grand Guerrier albanais Skanderbeg de Sergueï Ioutkevitch |
| 1954  | Les Instruments de musique de Ward Kimball et Charles A. Nichols |
| 1955  | prix non attribué |
| 1956  | Sous le ciel de Bahia de Ernesto Remani, Le Tovaritch prend la mer et Ondes noires |
| 1957  | Prairie d'été (Wiesensommer), Toute la mémoire du monde, d'Alain Resnais, Just for You de Elliott Nugent, Berceaux (Bölcsők) d'Ágoston Kollányi et La Nuit des maris (The Bachelor's Party) de Delbert Mann               |
| 1958  | Jungle Saga |
| 1958  | Mon oncle de Jacques Tati |
| 1958  | Quand passent les cigognes de Mikheil Kalatozishvili |
| 1959  | Lune de miel de Michael Powell, Le Songe d'une nuit d'été de Jiří Trnka et Araya de Margot Benacerraf |
| 1960  | Paw, Boy of Two Worlds de Astrid Henning-Jensen |
| 1961  | prix non attribué |
| 1962  | Électre de Michel Cacoyannis, L'Attente, Les Amants de Teruel de Raymond Rouleau, Les Dieux du feu et La Concubine magnifique de Li Han-hsiang Li                                                                         |
| 1963  | Yatching (Zeilen) de Hattum Hoving |
| 1963  | Codine de Henri Colpi |
| 1963  | Un jour un chat (Az prijde kocour) de Vojtěch Jasný |
| 1964  | prix non attribué |
| 1965  | Le coq chante à minuit de Yeou Lei |
| 1965  | Fifi la plume de Albert Lamorisse |
| 1965  | Une danse éternelle (Az életbe táncoltatott leány) de Tamás Banovich |
| 1965  | Ouverture (Nyitány) de János Vadász |
| 1966  | Falstaff d'Orson Welles |
| 1966  | Skaterdater de Noël Black |
| 1966  | Un homme et une femme de Claude Lelouch |
| 1967  | Ciels de Hollande (court métrage) |
| 1968  | prix non attribué |
| 1969  | prix non attribué |
| 1970  | Le Territoire des autres de François Bel et Michel Fano |
| 1971  | Des insectes et des hommes (The Hellstrom Chronicle) de Walon Green et Ed Spiegel |
| 1972  | Zikkaron de Laurent Coderre |
| 1973  | Cris et Chuchotements de Ingmar Bergman |
| 1974  | Mahler de Ken Russell |
| 1975  | A Touch of Zen de King Hu |
| 1975  | Don't de Robin Lehman |
| 1976  | La Griffe et la Dent de Michel Fano |
| 1977  | Car Wash de Michael Schultz |
| 1978  | La Petite (Pretty Baby) de Louis Malle |
| 1979  | Norma Rae de Martin Ritt |
| 1980  | Le Risque de vivre de Gerald Calderon |
| 1981  | Les Uns et les Autres de Claude Lelouch |
| 1982  | Raoul Coutard pour l'image du film Passion de Jean-Luc Godard |
| 1983  | Carmen de Carlos Saura |
| 1984  | Element of Crime de Lars von Trier |
| 1985  | Une nuit de réflexion (Insignificance) de Nicolas Roeg |
| 1986  | Mission (The Mission) de Roland Joffé |
| 1987  | Le Cinéma dans les yeux de Gilles et Laurent Jacob |
| 1988  | Bird de Clint Eastwood |
| 1989  | Pluie noire (Kuroi Ame) de Shōhei Imamura |
| 1990  | Pierre Lhomme, directeur de la photographie de Cyrano de Bergerac de Jean-Paul Rappeneau |
| 1991  | Lars von Trier, réalisateur de Europa |
| 1992  | Fernando Solanas, réalisateur du Voyage (El Viaje) |
| 1993  | Jean Gargonne et Vincent Arnardi, « pour leur collaboration au film Mazeppa de Bartabas » |
| 1994  | Pitof, directeur des effets spéciaux de Grosse Fatigue de Michel Blanc |
| 1995  | Lu Yue, directeur de la photographie, Olivier Chiavassa, directeur de laboratoire, et Bruno Patin, étalonneur, « pour la prise de vues et le traitement en laboratoire de l'image du film Shanghai Triad de Zhang Yimou » |
| 1996  | L'équipe technique de Microcosmos, le peuple de l'herbe, « pour avoir réussi dans ce film de Marie Pérennou et Claude Nuridsany à faire une œuvre de fiction à partir de documents scientifiques »                        |
| 1997  | Thierry Arbogast, directeur de la photographie de She's So Lovely de Nick Cassavetes et du Cinquième Élément de Luc Besson                                                                                                |
| 1998  | Vittorio Storaro, directeur de la photographie de Tango de Carlos Saura |
| 1999  | Tu Juhua, pour la création des décors de L'Empereur et l'Assassin de Chen Kaige |
| 2000  | William Chang Suk-Ping, Li Ping-Bin Mark et Christopher Doyle pour In the Mood for Love de Wong Kar-wai, « pour l'ensemble de sa création »[réf. nécessaire]                                                              |

### Prix Vulcain de l'artiste technicien (2003-2018)
Source
- 2003 : Tom Stern, directeur de la photographie de Mystic River réalisé par Clint Eastwood
- 2004 : Éric Gautier, directeur de la photographie de Clean réalisé par Olivier Assayas, et de Carnets de voyage réalisé par Walter Salles
- 2005 : Prix partagé. Leslie Shatz, ingénieur du son, « pour le design sonore de Last Days », réalisé par Gus Van Sant ; Robert Rodriguez, « pour le traitement visuel de son film Sin City », réalisé par Frank Miller et Robert Rodriguez
- 2006 : Stephen Mirrione, « pour son travail sur le montage de Babel », réalisé par Alejandro González Iñárritu
- 2007 : Janusz Kamiński, directeur de la photo, « pour l'originalité extraordinaire de l'image de l'âme d'un homme prisonnière de son corps » du film Le Scaphandre et le Papillon, réalisé par Julian Schnabel
- 2008 : Luca Bigazzi, chef opérateur et Angelo Raguseo, mixeur, « pour l'harmonie entre l'image et le son du film Il divo », réalisé par Paolo Sorrentino
- 2009 : Aitor Berenguer, mixeur du film Map of the Sounds of Tokyo, réalisé par Isabel Coixet
- 2010 : Leslie Shatz, pour son travail sur la bande-son du film Biutiful, réalisé par Alejandro González Iñárritu
- 2011 : José Luis Alcaine, « pour son travail de la lumière qui sert spécifiquement  la narration du film La piel que habito, réalisé par Pedro Almodóvar ». Mention spéciale à Joe Bini et Paul Davies « pour la qualité du montage et de la bande son de We Need to Talk About Kevin, réalisé par Lynne Ramsay »[4]
- 2012 : Charlotte Bruus Christensen, directeur de la photographie, « pour son travail exceptionnel de la caméra qui participe, de manière déterminante, à la grammaire cinématographique du film La Chasse, réalisé par Thomas Vinterberg »[2]
- 2013 : Antoine Héberlé, directeur de la photographie, « pour le résultat remarquable de finesse et d’humilité dont le seul but a été de servir le film, dans des conditions que l’on peut imaginer difficiles »[5] pour le Grigris, réalisé par Mahamat Saleh Haroun
- 2014 : Dick Pope, directeur de la photographie, « pour la mise en lumière des œuvres de Turner dans Mr. Turner, réalisé par Mike Leigh »[2]. Le Jury Vulcain attribue une mention spéciale à Emile Ghigo, pour les décors du film The Search, réalisé par Michel Hazanavicius[6]
- 2015 : Tamás Zányi, ingénieur du son, « pour la contribution exceptionnelle du son à la narration du film Le Fils de Saul, réalisé par László Nemes »[7]
- 2016 : Ryu Seong-hie, directeur artistique, « pour sa direction artistique, d’une grande inspiration, du film  Mademoiselle (Agassi), réalisé par Park Chan-wook »[8]
- 2017 : Josefin Åsberg, directeur artistique, pour ses décors de The Square, réalisé par Ruben Östlund
- 2018 : Shin Joom-Hee, directeur artistique, pour la direction artistique de Burning (버닝, Beoning), réalisé par Lee Chang-dong

### Prix CST de l'artiste-technicien (depuis 2019)
- 2019[9] : Flora Volpelière pour le montage et Julien Poupard pour le cadre et la lumière du film Les Misérables de Ladj Ly.
  - Mention spéciale à Claire Mathon, la directrice de la photographie d'Atlantique et Portrait de la jeune fille en feu.
  - En complément : « Le jury tient à souligner l'exceptionnelle Direction Artistique de Lee Ha-jun sur Parasite »
- 2021 : Vladislav Opeliants, pour la lumière du Film La Fièvre de Petrov de Kirill Serebrennikov[10]
- 2022 : L’ensemble de l’équipe son – Jonas Rudels et Jacob Ilgner, Sound Engineer et Andreas Franck, Bent Holm, Sound Design & Re-recording Mix – pour le film Triangle of Sadness de Ruben Östlund. Le jury a salué la créativité et la mise en scène des univers sonores qui contribuent à faire plonger les spectateurs au cœur de la frénésie de cette satire acide et déjantée. Retrouvez la soirée de remise de prix.
- 2023 : Johnnie Burn, sound designer et chef monteur son de The Zone of Interest
- 2024 : Daria D'Antonio, cheffe opératrice image de Parthenope de Paolo Sorrentino
- 2025 : Ruben Impens, directeur de la photographie, et Stéphane Thiébaut, mixeur son de Alpha de Julia Ducournau

### Prix CST de la jeune technicienne de cinéma (depuis 2021)
- 2021 : Armance Durix, cheffe opératrice du son de Mi iubita, mon amour de Noémie Merlant[10]
- 2022 : Marion Burger, cheffe décoratrice d'Un petit frère de Léonor Serraille[11]
- 2023 : Anne-Sophie Delseries, cheffe décoratrice du Théorème de Marguerite d'Anna Novion[12]
- 2024 : Evgenia Alexandrova, cheffe opératrice image de Les Femmes au balcon de Noémie Merlant
- 2025 : Éponine Momenceau, cheffe opératrice image de Connemara d'Alex Lutz